# 명석고등학교
명석고등학교(明錫高等學校)는 대한민국 대전광역시 동구 가양동에 위치한 사립 고등학교이다.

## 학교 연혁
- 1982년 7월 21일 : 학교법인 유명학원 이사장 ㆍ약학박사 박주석 취임
- 1982년 12월 30일 : 학교법인 유명학원 설립허가
- 1983년 6월 22일 : 명석고등학교 신축교사 기공식
- 1983년 9월 1일 : 초대 교장 이중국 취임
- 1983년 11월 21일 : 명석고등학교 설립인가(각 학년 7학급)
- 1984년 3월 10일 : 제1회 입학식 (411명)
- 1985년 4월 13일 : 명석고등학교 신축교사 준공
- 1996년 4월 23일 : 학칙변경(각 학년 12학급)
- 2012년 4월 16일 : 선진형 교과교실제 도입학교 선정
- 2020년 7월 6일 : 제4대 이사장 박한우 취임
- 2022년 9월 1일 : 제9대 교장 백만수 취임
- 2024년 1월 4일 : 제38회 졸업식(졸업생 210명, 졸업생 16,211명)
- 2024년 3월 4일 : 제41회 입학식(231명)

## 참고 자료
- 명석고등학교 - 한국교육학술정보원 학교알리미